# Сулиньон
Сулиньо́н (фр. Soulignonne) — коммуна во Франции, находится в регионе Пуату — Шаранта. Департамент коммуны — Шаранта Приморская. Входит в состав кантона Сен-Поршер. Округ коммуны — Сент.
Код INSEE коммуны — 17431.

## Население
Население коммуны на 2010 год составляло 728 человек.
| 1962 | 1968 | 1975 | 1982 | 1990 | 1999 | 2010 |
| ---- | ---- | ---- | ---- | ---- | ---- | ---- |
| 548  | 509  | 483  | 457  | 494  | 544  | 728  |